# ブラッド・スミス (弁護士)
ブラッド・スミス（英語: Brad Smith、1959年1月17日 - ）は、アメリカ合衆国の弁護士、実業家。正式な氏名はブラッドフォード・リー・スミス（英語: Bradford Lee Smith）。マイクロソフト副会長兼社長、Netflix社外取締役。

## 経歴
ブラッド・スミスは1959年1月17日、ウィスコンシン州ミルウォーキーで、ウィスコンシン・ベルのエンジニアだった父と、小学校の教師だった母の長男として生まれた。
プリンストン大学を卒業し、コロンビア大学で法務博士号を取得した後、1986年には自身のパーソナルコンピュータを所有したいという理由で、ワシントンD.C.にあるコヴィントン&バーリング法律事務所に入所し、最終的にはロンドンでソフトウェア業務を担当していた。

### マイクロソフト

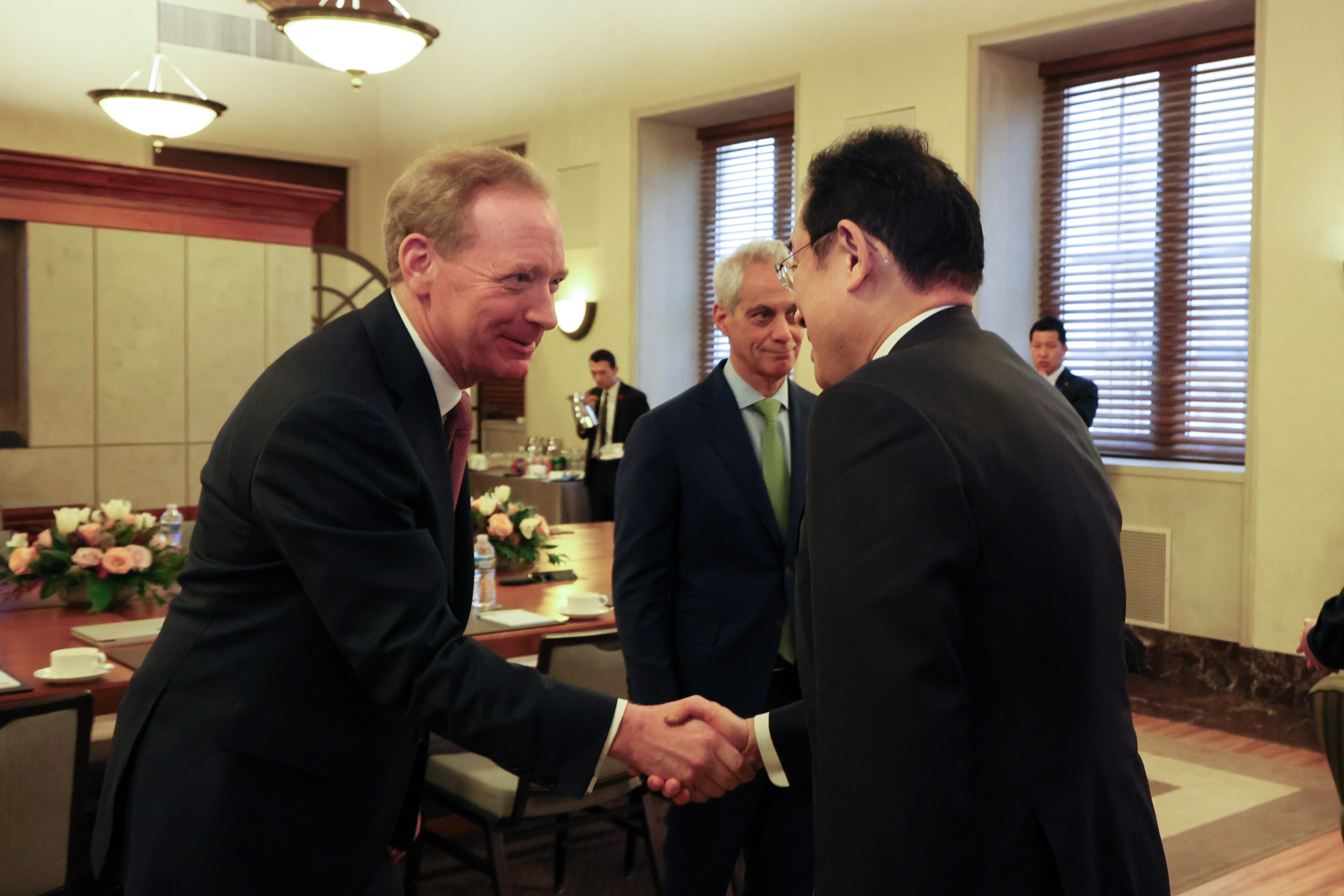
訪米中の岸田文雄首相を表敬するスミス（2024年4月9日）

1993年、マイクロソフトに入社。2002年に法務担当役員を経て、2015年9月12日には、リチャード・ベルーゾが2002年に退任して以来、空席だった同社の社長に就任した。2021年9月14日には同社の副会長に就任している。

### その他
2015年にはNetflixの社外取締役に就任した。